# Putnoki Gábor
Putnoki Gábor, gyakran Putnoky Gábor (Budapest, 1917. április 14. – Budapest, 2001)  magyar táncdalénekes. Az 1950-es évek népszerű énekese, számos sláger előadója (Elég nekem egy könnyű szerelem, Ha majd a vén Dunán, Mikor egy álom, Fekete gyémánt, duett Karácsonyi Ellivel: Két kis cica). Az 1960-as évek stílusváltozása nem kedvezett pályafutásának.

## Élete
Az első híradás a Rádióélet című lapban jelent meg róla, amikor 1942. augusztus 4-én a rádió leadta Karácsonyi Ellivel közös előadói estjét. 31 éves korában, 1948-ban kezdett énekelni tanulni a Nemzeti Zenedében, Eyssen Irén növendékeként. A konzervatóriumot 1952-ben végezte el. 1953-tól 1956-ig magánúton tanult tovább, Dékányné Félix Magdánál.
1950-től a Corvin Áruház éttermében lépett fel, 1955-től a városligeti Kéményseprő vendéglő „bárénekese” volt három éven át. A Magyar Rádió és a Magyar Hanglemezgyártó Vállalat is foglalkoztatta. 30 gramofon és 5 mikrobarázdás lemez készült felvételeiből. Szerepelt Csehszlovákiában és Lengyelországban is.
Alig múlt hatvanéves, amikor teljesen visszavonult. Több slágere ma már örökzöld, internetes zenei portálok kínálatában is szerepel. A Hungaroton „Azok az ötvenes évek" című ünnepi válogatásában két számmal szerepel. Évtizedekig Budán élt, Krisztinaváros lakója volt.

## Legismertebb slágerei
- Csak a szépre emlékezem (Hajdu Júlia–Halász Rudolf) ISWC T-007.032.102-6
- Évforduló keringő (Juventino Rosas–ifj. Kalmár Tibor)
- Nekem az ajkad tetszik (Hajnal Gábor–Brand István)
- A pesti éjszakák (Vértes Henrik–Ilniczky László)
- Künn a Margitszigeten (Szterény Dénes–Rákosi János)
- Ramona (Wayne, Mabel–Zágon Iván)
- Seherezádé (Garai Imre)
- Gyere ülj kedves mellém (Horváth Jenő–Rákosi János)
- Vártam rád (Víg György–Vécsey Ernő)
- Belehalok én (Szerdahelyi Zoltán–Szenes Iván)
- Tavaszi álmok idején – táncdal duett Karády Katalinnal

## Lemezei
- Künn a Margitszigeten. LPM 16734[3]
- Gyere ülj kedves mellém. LP Hollós Ilonával
- Csak a szépre emlékezem. Breitner János és Putnoki Gábor slágerei. RÉTCD 49
- Belehalok én T 123 C 301 Tonalit gramofon lemez

### Hang és kép
- Csak a szépre emlékezem
- -Évforduló keringő